# Polyrhachis hippomanes
Polyrhachis hippomanes är en myrart som beskrevs av Smith 1861. Polyrhachis hippomanes ingår i släktet Polyrhachis och familjen myror.

## Underarter
Arten delas in i följande underarter:
- P. h. boettcheri
- P. h. ceylonensis
- P. h. hippomanes
- P. h. hortensis
- P. h. lucidula

## Bildgalleri

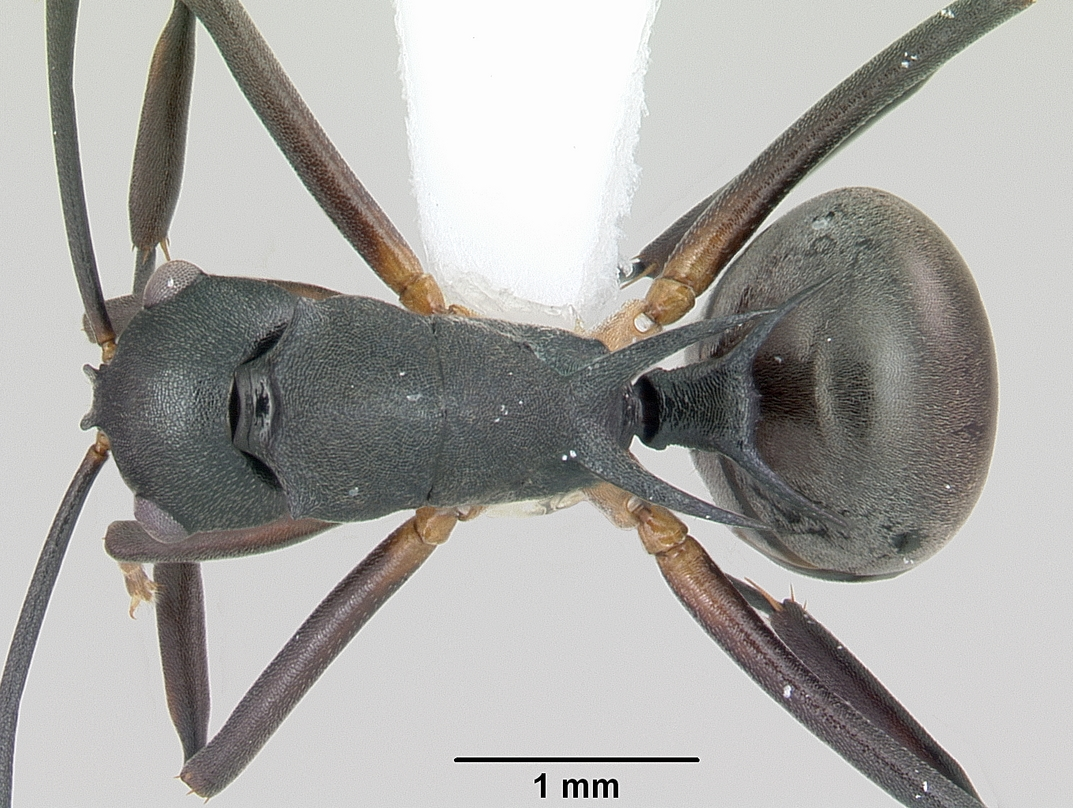
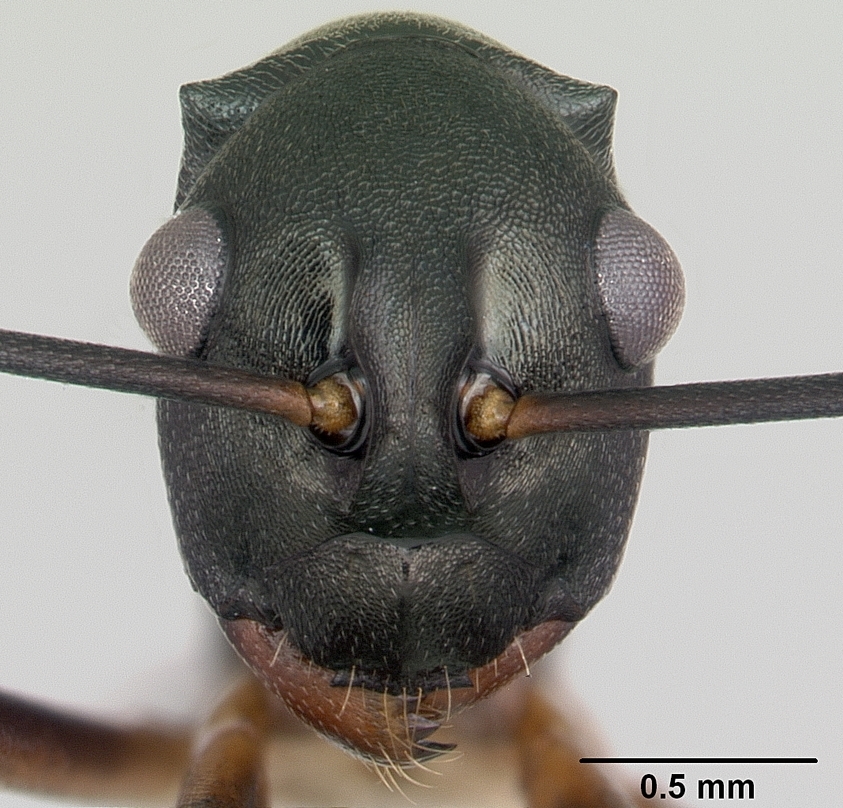
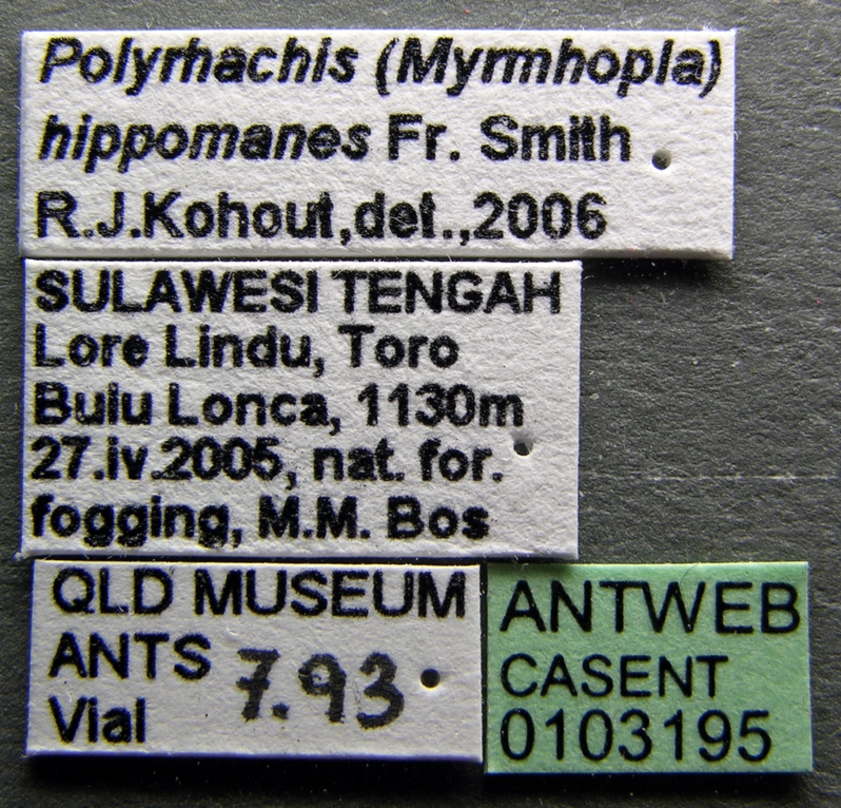
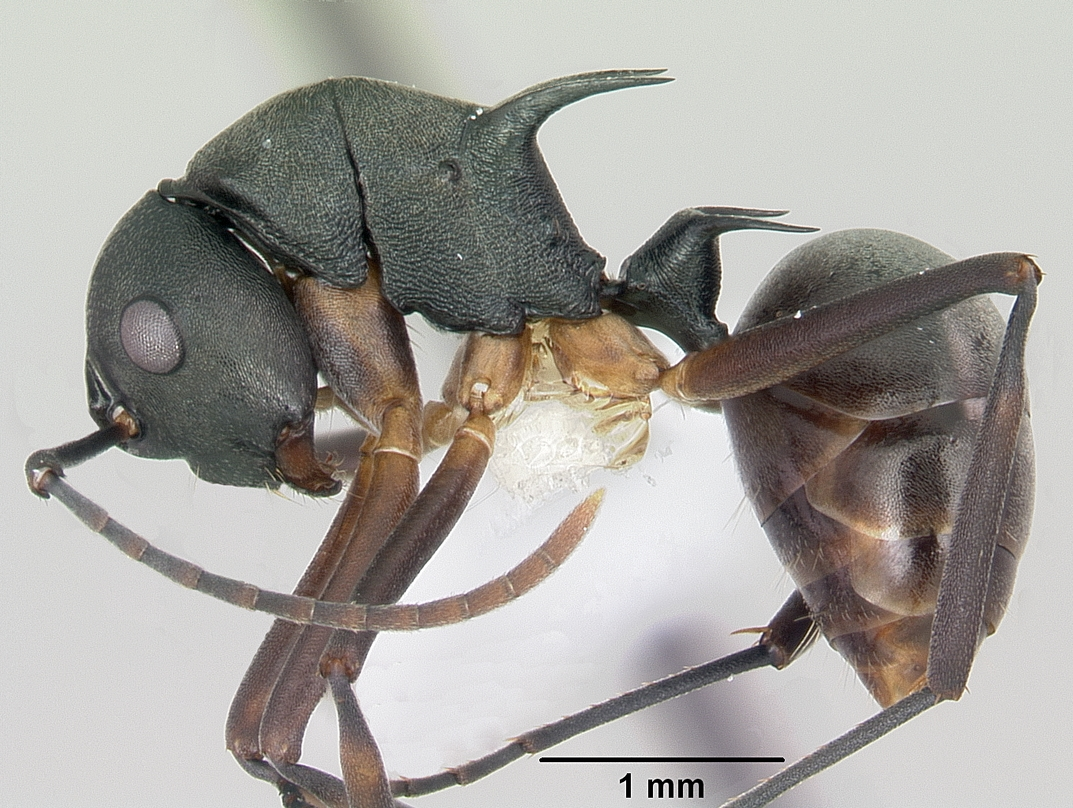